# Sokół Nisko
MKS Sokół Nisko, właśc. Miejski Klub Sportowy Sokół Nisko – polski klub piłkarski z siedzibą w Nisku, wywodzący się z tradycji Polskiego Towarzystwa Gimnastycznego „Sokół”. Pięciokrotny uczestnik Pucharu Polski szczebla centralnego, ostatni raz w sezonie 1988/1989. Od sezonu 2024/2025 czwartoligowiec.

## Historia
Klub został założony w 1919, przed II wojną światową uczestniczył w rozgrywkach klasy B podokręgu lwowskiego. Po wojnie od 1944 klub działał pod nazwą OMTUR Nisko, a później, we wczesnym okresie PRL funkcjonował pod innymi nazwami w ramach nomenklatury zrzeszeń sportowych: KS Związkowiec Nisko, KS Ogniwo Nisko, KS Sparta Nisko, LKS Orkan Nisko i LKS Zenit Nisko. W latach 50. XX wieku, Sokół występował w okręgowych rozgrywkach w piłce nożnej województwa rzeszowskiego, które były ówcześnie trzecim szczeblem ligowym (zobacz: sezon 1952).
W sezonie 1961/1962 Zenit po raz pierwszy wystąpił na centralnym szczeblu Pucharu Polski, w pierwszej rundzie wyeliminował Polonię Głubczyce 3:2, a w trzeciej rundzie odpadł po przegranym po dogrywce spotkaniu przeciwko Błękitnym Kielce.
W sezonie IV ligi 1965/1966 Zenit zapewnił sobie awans do III ligi. Ostatecznie, w wyniku reorganizacji ligowej, klub z Niska znalazł się w IV lidze okręgowej, w której w pierwszym sezonie zajął piąte miejsce. 10 sierpnia 1965 Zenit Nisko wygrał mecz finałowy wojewódzkich eliminacji Pucharu Polski, rozgrywany przeciwko Karpatom Krosno 3:0. W centralnej edycji sezonu 1965/1966 klub z Niska przegrał w pierwszej rundzie z Unią Oświęcim 0:2. W sezonie 1978/1979, klub wrócił do pierwotnej nazwy Sokół Nisko.
W 1991 oddano do użytku miejski stadion sportowy. W tym roku, oprócz piłkarskiej, istniały również sekcje sportowe gimnastyki i cyklistów.
W 1996 roku klub został wyróżniony odznaką „Za Zasługi dla Województwa Tarnobrzeskiego” oraz odznaką 20-lecia Okręgowego Związku Piłki Nożnej w Tarnobrzegu. Na przełomie lat 1999/2000, z okazji obchodów 80-lecia Sokoła, osoby z otoczenia klubu zostały wyróżnione: Srebrnymi Honorowymi Odznakami Polskiego Związku Piłki Nożnej oraz srebrnymi i złotymi odznakami Podkarpackiego Okręgowego Związku Piłki Nożnej.
Sokół wygrał Puchar Polski na szczeblu podokręgu Stalowa Wola w sezonach 2007/2008 oraz 2008/2009, pokonując kolejno w finałach: Tłoki Gorzyce po rzutach karnych oraz Siarkę Tarnobrzeg po dogrywce wynikiem 5:4.
W XXI wieku Sokół Nisko grał na szczeblu IV-ligowym w latach 2002–2004, 2005–2007, 2008–2012, 2013–2019, 2020–2021, 2022–2023, od 2024 – za każdym razem po spadku do ligi okręgowej, klub wracał do IV ligi w swoim pierwszym sezonie. 11 czerwca 2022 roku, dzięki wygranej 4:0 nad Stalą Nowa Dęba, zapewnił sobie awans do IV ligi, grupy podkarpackiej na dwie kolejki przed końcem sezonu.
W sezonie 2022/2023 klub osiągnął półfinał okręgowego Pucharu Polski. 10 czerwca 2023 roku, niecały rok po awansie do IV ligi, został czwartym spadkowiczem z tego poziomu do ligi okręgowej, a meczem, który to potwierdził było spotkanie przedostatniej kolejki przeciwko rezerwom Stali Mielec, przegrane 3:4. W sezonie 2023/2024 doszedł do ćwierćfinału okręgowego Pucharu Polski, w którym 20 września 2023 przegrał 1:2 z Sokołem Kamień. 8 czerwca 2024, w przedostatniej kolejce, zapewnił sobie awans do IV ligi.

## Sukcesy
- III runda Pucharu Polski: 1961/1962[3]
- Zwycięzca okręgowego Pucharu Polski: m.in. 1965, 1966, 1967, 1988[2]
- Zwycięzca VI Centralnej Spartakiady Wsi: 1966[8]

## Sokół Nisko w rozgrywkach ligowych
Ostatnia aktualizacja po sezonie 2023/2024, na podstawie materiału źródłowego.
| 2008/2009                                                                                        | IV liga podkarpacka          | 12/16 | 10 | 4  | 16 | 33 | 51 | 34 |
| 2009/2010                                                                                        | IV liga podkarpacka          | 9/16  | 12 | 5  | 13 | 46 | 46 | 41 |
| 2010/2011                                                                                        | IV liga podkarpacka          | 13/16 | 10 | 5  | 15 | 33 | 40 | 35 |
| 2011/2012                                                                                        | IV liga podkarpacka          | 14/16 | 8  | 4  | 18 | 31 | 61 | 28 |
| 2012/2013                                                                                        | Klasa okręgowa stalowowolska | 1/16  | 20 | 5  | 5  | 93 | 29 | 65 |
| 2013/2014                                                                                        | IV liga podkarpacka          | 8/16  | 12 | 9  | 11 | 49 | 52 | 45 |
| 2014/2015                                                                                        | IV liga podkarpacka          | 9/16  | 11 | 7  | 12 | 52 | 57 | 40 |
| 2015/2016                                                                                        | IV liga podkarpacka          | 2/16  | 19 | 8  | 3  | 65 | 30 | 65 |
| 2016/2017                                                                                        | IV liga podkarpacka          | 5/18  | 16 | 6  | 12 | 41 | 48 | 54 |
| 2017/2018                                                                                        | IV liga podkarpacka          | 11/17 | 11 | 4  | 17 | 42 | 51 | 37 |
| 2018/2019                                                                                        | IV liga podkarpacka          | 15/18 | 11 | 3  | 20 | 41 | 67 | 36 |
| 2019/2020                                                                                        | Klasa okręgowa stalowowolska | 1/16  | 12 | 2  | 1  | 49 | 13 | 38 |
| 2020/2021                                                                                        | IV liga podkarpacka          | 16/22 | 11 | 10 | 13 | 57 | 61 | 43 |
| 2021/2022                                                                                        | Klasa okręgowa stalowowolska | 1/15  | 23 | 1  | 4  | 98 | 26 | 70 |
| 2022/2023                                                                                        | IV liga podkarpacka          | 16/18 | 7  | 5  | 22 | 33 | 78 | 26 |
| 2023/2024                                                                                        | Klasa okręgowa stalowowolska | 1/18  | 24 | 0  | 4  | 81 | 20 | 72 |
| Zielony kolor oznacza sezony zakończone awansem, a czerwony – sezony zakończone spadkiem z ligi. |                              |       |    |    |    |    |    |    |

## Sokół Nisko w Pucharze Polski
| Sokół Nisko w Pucharze Polski |         |                                   |                          |
| Sezon                         | Runda   | Przeciwnik                        | Wynik                    |
| 1961/62                       | 1.      | Zenit Nisko – Polonia Głubczyce   | 3:2                      |
| 1961/62                       | 2.      | Runda bez udziału Zenitu          | Runda bez udziału Zenitu |
| 1961/62                       | 3.      | Zenit Nisko – Błękitni Kielce     | 1:3 (dogr.)              |
| 1965/66                       | 1.      | Zenit Nisko – Unia Oświęcim       | 0:2                      |
| 1966/67                       | Wstępna | Zenit Nisko – Unia Tarnów         | 1:2                      |
| 1967/68                       | Wstępna | Zenit Nisko – Garbarnia Kraków    | 1:4                      |
| 1988/89                       | 1.      | Sokół Nisko – Izolator Boguchwała | 1:2                      |

## Rezerwy
Rezerwy Sokoła Niska powstały w 2003 roku; w swoim pierwszym sezonie zostały zgłoszone do rozgrywek Pucharu Polski (grupy Podkarpacki ZPN – Stalowa Wola), ale nie przystąpiły do meczu IV rundy przeciwko ŁKS Łowisko. W swoim pierwszym sezonie ligowym, tj. 2005/2006, Sokół II zajął drugie miejsce w klasie A, a następnie wygrał mecz barażowy przeciwko LZS Kotowa Wola, zapewniając sobie awans do ligi okręgowej. W swoim pierwszym sezonie na tym szczeblu zajął piąte miejsce, ale został zdegradowany w związku ze spadkiem pierwszej drużyny Sokoła z IV ligi. W następnym sezonie nie przystąpił do rozgrywek.
Klub prowadził także swoje rezerwy w latach 2009–2014. W swoim ostatnim sezonie 2013/2014 klub zajął miejsce w strefie spadkowej w klasie A.

## Zawodnicy
W Sokole Nisko, ówczesnym Zenicie, swoją karierę rozpoczynał dwukrotny reprezentant Polski Witold Karaś.

## Trenerzy
- 2020–2023 – Paweł Wtorek[20]
- 2023 – Marcin Wołowiec[21][22]
- od 2023 – Jarosław Pacholarz[1]